# Clariallabes teugelsi
Clariallabes teugelsi är en fiskart som beskrevs av Carl J. Ferraris, Jr. 2007. Clariallabes teugelsi ingår i släktet Clariallabes och familjen Clariidae. IUCN kategoriserar arten globalt som sårbar. Inga underarter finns listade i Catalogue of Life.